# Andreas Lorenz (Journalist)
Andreas Lorenz (* 28. März 1962 in Nürnberg; † 24. Juli 2024) war ein deutscher Journalist und Autor.

## Werdegang
Im Anschluss an seine Schulausbildung begann Lorenz 1980 ein Studium für Mathematik, Physik und Germanistik an der Friedrich-Alexander-Universität Erlangen-Nürnberg. Das Studium brach er nach sechs Semestern ab und begann Anfang 1984 ein Redakteurs-Volontariat beim Südkurier. Daran schloss sich ab 1986 die Arbeit als Redakteur und Journalist beim Südkurier an.
1987 wechselte er zur Berliner Morgenpost, zuerst als Redakteur in der Sportredaktion, ab 1998 als Ressortleiter Sport. Diese Stellung übernahm er auch ab 2001 in der fusionierten Sportredaktion der Zeitungen "Berliner Morgenpost", Die Welt und der Welt am Sonntag des Axel-Springer-Verlags.
2004 wechselte er als Ressortleiter Sport zum Berliner Kurier des Berliner Verlags, der seit 2009 zur Mediengruppe M. DuMont Schauberg gehört. Ab Mitte 2015 war er zusätzlich Mitglied der Chefredaktion des Blattes.
Daneben arbeitete Andreas Lorenz freiberuflich als Autor und Kolumnist im Bereich Sport, u. a. für die Website boxen.com.
2003 wurde er erstmals Vater mit einem Sohn, 2006 kam eine Tochter zur Welt.

## Auszeichnungen
- 2000: 1. Platz "Großer VDS-Preis" für die beste Reportage – "Cathy Freeman – Das Gold Australiens"
- 2005: 2. Platz "Großer VDS-Preis" zusammen mit Andreas Baingo für die beste Reportage, "Sie sieht Hertha mit dem Herzen"[2]
- 2007: 2. Platz "Großer VDS-Preis" für die beste Reportage, "André Agassi – meine Schule des Lebens"
- 2008: 3. Platz "Großer VDS-Preis" für die beste Reportage, "Der Goldjunge und die Schattenkinder"
- 2011: "DuMont Journalistenpreis" für eine besondere schreiberische Leistung, "Großer Mann, großes Herz, großes Drama"
- 2015: "DuMont Journalistenpreis" für eine besondere schreiberische Leistung, Platz 3, "Lady Knockout macht eine Reise"

## Bücher
Andreas Lorenz wirkte maßgeblich als Mitautor und Bearbeiter an mehrere Autobiographien mit.
- Sven Ottke, "Ich lebe meinen Traum", 2003, Verlag weropress, ISBN 978-3980804950
- Regina Halmich, "... noch Fragen?", 2003, Verlag weropress, ISBN 978-3980804967
- Ulli Wegner, "Mein Leben in 13 Runden", 2015, Verlag Neues Leben, ISBN 978-3355017954